# Maréchal Joffre (paquebot)
Cet article concerne le paquebot des Messageries maritimes. Pour le maréchal de France, voir Joseph Joffre.
Le Maréchal Joffre est un paquebot mixte français des Messageries maritimes lancé en 1931. Il assura dans l'entre-deux-guerres les liaisons entre la métropole et l'Extrême-Orient. Durant la Seconde Guerre mondiale, il fut saisi par la France libre et affecté à l'US Navy sous le nom d'USS Rochambeau pour servir de transport de troupes dans le Pacifique. Il repassa sous pavillon français après guerre retrouvant son nom d'origine et servit de transport de troupes vers l'Indochine puis après une refonte entre 1950 et 1951, redevient un paquebot sur les lignes de l'Extrême-Orient, de l'océan Indien et de la Méditerranée. À la toute fin des années 1950, il servit pour le transport de troupes vers l'Algérie avant d'être vendu à la casse et ferraillé à Osaka au Japon en 1960.

## Caractéristiques
Le navire mesurait 150 m de long pour 20 de large. Il avait une vitesse de croisière de 16 nœuds.
Il pouvait embarquer 127 passagers en 1re classe, 130 en classe touriste et 344 dans l'entrepont et emporter 3 500 tonnes de marchandises.
Il disposait d'une piscine extérieure, d'un fumoir, d'un laboratoire photo, d'une nurserie et d'une salle de jeux pour enfants.

## Histoire
Le navire est construit au chantier naval de La Ciotat et lancé le 14 mai 1931, il est le sistership du Jean Laborde. Il est nommé en l'honneur du Joseph  Joffre, maréchal de France, mort quelque mois plus tôt.
Il est d'abord brièvement affecté à la ligne entre Marseille et l'océan Indien puis sur celle avec l'Extrême-Orient. En 1937, il subit quelques modifications et est repeint en blanc aux chantiers de la Ciotat avant de reprendre sa liaison avec l'Extrême-Orient.
Avec le déclenchement de la guerre puis l'invasion de la France, il reste à partir de juin 1940 basé à Saïgon, assurant alors des liaisons régionales. En décembre 1941, après l'attaque de Pearl Harbour et l'entrée en guerre des États-Unis, la France libre s'en empare dans le port de Manille et le met à la isposition de l'US Navy. Le mois suivant, le 23 janvier 1942, il quitte Manille avec le début de l'invasion japonaise des Philippines et part se réfugier en Australie. Il subit un bombardement japonais à Darwin mais sans dégâts. Il part ensuite pour San Francisco où d'avril à septembre 1942, il est armé et transformé en navire transporteur de troupes sous le nom d'USS Rochambeau. À partir d'octobre 1942, il effectue des traversées du Pacifique depuis la côte Ouest américaine, transportant troupes et matériels à l'aller et blessés au retour. En avril 1943, il transporte John Fitzgerald Kennedy,, alors jeune officier de l'US Navy, vers la petite île de Tulagi, dans l'archipel des Salomon, où il allait prendre le commandement du PT-109, un des patrouilleurs américains basés dans cette île.
En avril 1945, le navire repasse sous pavillon français, retrouvant  son nom de Maréchal Foch, il sert alors de transport de troupes françaises vers l'Indochine. Il est le premier paquebot à arriver à Haïphong en juillet 1946 et le dernier à appareiller de Shanghaï avant la prise de la ville par les troupes communistes en octobre 1949, permettant l'évacuation des derniers ressortissants, dont le consul général français, vers Hong Kong.
De retour en métropole, il entre en mars 1950 aux chantiers navals de la Ciotat pour une refonte complète. La rénovation intérieure est alors conçue par Jules Leleu, le grand salon est décoré par Bernard Dunand et Jacques Despierres, des céramiques de Jean Besnard et une fresque de Jean Aujame sont installées dans le petit salon et la salle à manger est peinte par Jean Souverbie. Un panneau peint par Paul Hannaux est lui installé dans la salle à manger de la classe touriste. Le navire sort du chantier en septembre 1950 et est affectée sur la ligne de l'océan Indien, puis navigue à partir de 1953 sur les lignes en Méditerranée à la suite du naufrage du Champollion. Il revient ensuite sur la ligne d'Extrême-Orient, puis alterne avec celle de l'océan Indien. Début février 1957, il est affecté sur la ligne d'Afrique du Nord, transportant alors de nombreux combattants  français. Il est vendu pour démolition le 19 janvier 1960 et entame alors son ultime voyage pour Osaka au Japon où il est ferraillé.

## Ex voto
Une gravure d'Albert Brenet, futur peintre de marine, représentant le paquebot se trouve dans la chapelle Saint-Anne à Saint-Tropez. La gravure est classée à titre d'objet aux Monuments historiques. Elle fut offerte par le commandant du navire, Paul Cerisola, alors que le navire mouillait en rade de Saint-Tropez, sa ville natale, le 24 mai 1934.